# RMS Mauretania (1938)
Il RMS Mauretania è stato un transatlantico britannico, varato nel 1938 e rappresentante la prima nave della Cunard White Star nata nel 1934 dalla fusione tra le precedenti Cunard e White Star.
Riprese il nome del famoso transatlantico Cunard RMS Mauretania, detentore per anni anche del Nastro Azzurro (che fregiava la nave più veloce nell'attraversamento dell'Oceano Atlantico), che era stato radiato pochi anni prima.
Prima che il transatlantico potesse iniziare il servizio di linea, iniziò la seconda guerra mondiale, motivo per cui fu requisito dalle autorità militari e convertito in nave trasporto truppe, servizio a cui venne adibito per tutto il conflitto; venne poi restituito alla compagnia proprietaria nel 1946 e, dopo un nuovo riadattamento, iniziò il servizio passeggeri nel 1947, principalmente sulla linea Southampton - New York.
Un nuovo riadattamento a nave da crociera venne effettuato nel 1962 ma dopo soli tre anni, nel 1965, venne destinata alla demolizione.